# Madly in the Anger with the World Tour
Madly in Anger with the World Tour – trasa koncertowa zespołu Metallica, która odbyła się na przełomie 2003 i 2004 roku i promowała album St. Anger. W 2003 roku obejmowała 6 koncertów w Japonii, 13 w Europie i 1 w Ameryce Północnej. W 2004 roku obejmowała 10 koncertów w Oceanii, 22 w Europie i 84 w Ameryce Północnej.

## Program koncertów według albumów
Kill’Em All: Hit the Lights (19 koncertów), The Four Horsemen (33 koncerty), Motorbreath (9 koncertów), Jump In The Fire (15 koncertów), Whiplash (11 koncertów), Phantom Lord (1 koncert), No Remorse (5 koncertów), Seek & Destroy (109 koncertów), Metal Militia (6 koncertów).
Ride the Lightning: Fight Fire with Fire (29 koncertów), Ride the Lightning (15 koncertów), For Whom The Bell Tolls (47 koncertów), Fade to Black (79 koncertów), Trapped Under Ice (1 koncert), Creeping Death (116 koncertów), The Call of Ktulu (2 koncerty).
Master of Puppets: Battery (100 koncertów), Master of Puppets (134 koncerty), The Thing That Should Not Be (22 koncerty), Welcome Home(Sanitatrium)(73 koncerty), Disposable Heroes (20 koncertów), Leper Mesiah (19 koncertów), Damage Inc. (21 koncertów).
…And Justice for All: Blackened (124 koncerty), One (135 koncertów), Harvester of Sorrow (58 koncertów), Dyers Eve (17 koncertów).
Metallica: Enter Sandman (136 koncertów), Sad But True (135 koncertów), Holier Than Thou (28 koncertów), The Unforgiven (21 koncertów), Wherever I May Roam (62 koncerty), Nothing Else Matters (136 koncertów), Of Wolf And Man (2 koncerty), The God That Failed (12 koncertów).
Load: King Nothing (27 koncertów), Bleeding Me (5 koncertów), Wasting My Hate (1 koncert), The Outlaw Torn (1 koncert).
ReLoad: Fuel (114 koncertów), The Memory Remains (21 koncertów).
Garage Inc.: Turn the Page (9 koncertów), Die,Die My Darling (8 koncertów), Whiskey In The Jar (3 koncerty) Helpless (1 koncert), The Wait (10 koncertów), Last Caress (11 koncertów), Green Hell (2 koncerty), Am I Evil (6 koncertów), Blitzkrieg (8 koncertów), Breadfan (8 koncertów), The Prince (1 koncert), Stone Cold Crazy (7 koncertów), So What? (11 koncertów), Killing Time (1 koncert).
S&M: No Leaf Clover (62 koncerty).
St. Anger: Frantic (121 koncertów), St. Anger (119 koncertów), Some Kind of Monster (3 koncerty), Dirty Window (30 koncertów), Sweet Amber (1 koncert), The Unnamed Feeling (16 koncertów).
We're a Happy Family:A Tribute To Ramones: 53rd & 3rd (1 koncert), Commando (2 koncerty).

## Koncerty w 2003
Japonia
1. 6 listopada 2003 – Tokio, Yoyogi National Gymnasium
2. 7 listopada 2003 – Tokio, Yoyogi National Gymnasium
3. 9 listopada 2003 – Sapporo, Makomanai Ice Arena
4. 11 listopada 2003 – Saitama, Saitama Super Arena
5. 13 listopada 2003 – Osaka, Osaka Castle Hall
6. 14 listopada 2003 – Nagoja, Nagoya Rainbow Hall

Europa
1. 2 grudnia 2003 – Oslo, Norwegia – Oslo Spektrum
2. 3 grudnia 2003 – Oslo, Norwegia – Oslo Spektrum
3. 5 grudnia 2003 – Hanower, Niemcy – TUI Arena
4. 6 grudnia 2003 – Arnhem, Holandia – GelreDome
5. 8 grudnia 2003 – Zurych, Szwajcaria – Hallenstadion
6. 9 grudnia 2003 – Paryż, Francja – Palais Omnisport de Bercy
7. 11 grudnia 2003 – Bolonia, Włochy – PalaMalaguti
8. 13 grudnia 2003 – Erfurt, Niemcy – Messehalle
9. 14 grudnia 2003 – Mannheim, Niemcy – Maimarkthalle
10. 16 grudnia 2003 – Kolonia, Niemcy – KölnArena
11. 17 grudnia 2003 – Antwerpia, Belgia – Sportpaleis Antwerp
12. 19 grudnia 2003 – Londyn – Earl’s Court Exhibiton Centre
13. 20 grudnia 2003 – Londyn – Earl’s Court Exhibition Centre

Ameryka Północna
1. 31 grudnia 2003 – Las Vegas, Nevada, Stany Zjednoczone – The Joint

## Koncerty w 2004
Oceania
1. 16 stycznia 2004 – Auckland, Nowa Zelandia – Big Day Out
2. 18 stycznia 2004 – Gold Coast, Queensland, Australia – Big Day Out
3. 19 stycznia 2004 – Brisbane, Queensland – Brisbane Entertainment Centre
4. 21 stycznia 2004 – Sydney, Sydney Entertainment Centre – Big Day Out
5. 23 stycznia 2004 – Sydney, Sydney Entertainment Centre – Big Day Out
6. 24 stycznia 2004 – Sydney, Sydney Entertainment Centre – Big Day Out
7. 26 stycznia 2004 – Melbourne, Wiktoria – Sidney Myer Music Bowl
8. 28 stycznia 2004 – Melbourne, Victoria – Sidney Music Bowl
9. 30 stycznia 2004 – Adelaide, Australia Południowa – Big Day Out
10. 1 lutego 2004 – Perth, Big Day Out

Ameryka Północna – część 1
1. 27 lutego 2004 – Daly City, Kalifornia, Stany Zjednoczone – Cow Palace
2. 2 marca 2004 – Phoenix, Arizona, Stany Zjednoczone – America West Arena
3. 3 marca 2004 – Tucson, Arizona, Stany Zjednoczone – Tucson Convention Center
4. 5 marca 2004 – Inglewood, Kalifornia, Stany Zjednoczone – Kia Forum
5. 6 marca 2004 – Inglewood, Kalifornia, Stany Zjednoczone – The Forum
6. 8 marca 2004 – Daly City, Kalifornia, Stany Zjednoczone – Cow Palace
7. 10 marca 2004 – Sacramento, Kalifornia, Stany Zjednoczone – ARCO Arena
8. 11 marca 2004 – Reno, Nevada, Stany Zjednoczone – Lawlor Events Center
9. 13 marca 2004 – Las Vegas, Neavada, Stany Zjednoczone – Thomas & Mack Center
10. 14 marca 2004 – Fresno, Kalifornia, Stany Zjednoczone – Save Mart Center
11. 18 marca 2004 – Portland, Oregon, Stany Zjednoczone – Rose Garden Arena
12. 20 marca 2004 – Boise, Idaho, Stany Zjednoczone – Boise State Pavillon
13. 21 marca 2004 – Spokane, Waszyngton, Stany Zjednoczone – Spokane Veterans Memorial Arena
14. 23 marca 2004 – Edmonton, Alberta, Kanada – Rexall Place
15. 24 marca 2004 – Calgary, Alberta, Kanada – Pengrowth Saddledome
16. 26 marca 2004 – Vancouver, British Columbia, Kanada – General Motors Place
17. 28 marca 2004 – Seattle, Waszyngton, Stany Zjednoczone – KeyArena
18. 30 marca 2004 – Casper, Wyoming, Stany Zjednoczone – Casper Events Center
19. 31 marca 2004 – Denver, Kolorado, Stany Zjednoczone – Pepsi Center

Ameryka Północna – część 2
1. 20 kwietnia 2004 – Uniondale, Nowy Jork, Stany Zjednoczone – Nassau Veterans Memorial Coliseum
2. 21 kwietnia 2004 – Uniondale, Nowy Jork, Stany Zjednoczone – Nassau Veterans Memorial Coliseum
3. 23 kwietnia 2004 – Charlotte, Karolina Północna, Stany Zjednoczone – Charlotte Coliseum
4. 24 kwietnia 2004 – Roanoke, Wirginia, Stany Zjednoczone – Roanoke Civic Center
5. 26 kwietnia 2004 – Norfolk, Wirginia, Stany Zjednoczone – Norfolk Scope
6. 28 kwietnia 2004 – Louisville, Kentucky, Stany Zjednoczone – Freedom Hall
7. 29 kwietnia 2004 – Grand Rapids, Michigan, Stany Zjednoczone – Van Andel Arena
8. 1 maja 2004 – Cincinnati, Ohio, Stany Zjednoczone – U.S. Bank Arena
9. 2 maja 2004 – Madison, Wisconsin, Stany Zjednoczone – Alliant Energy Center
10. 6 maja 2004 – Calgary, Alberta, Kanada – Pengrowth Saddledome
11. 7 maja 2004 – Saskatoon, Saskatchewan, Kanada – Saskatchewan Place
12. 9 maja 2004 – Winnipeg, Manitoba, Kanada – Winnipeg Arena
13. 11 maja 2004 – Kansas City, Missouri, Stany Zjednoczone – Kemper Arena
14. 12 maja 2004 – Omaha, Nebraska, Stany Zjednoczone – Qwest Center
15. 14 maja 2004 – Oklahoma City, Oklahoma, Stany Zjednoczone – Ford Center
16. 15 maja 2004 – North Little Rock, Arizona, Stany Zjednoczone – Alltel Arena

Europa
1. 26 maja 2004 – Kopenhaga, Dania – Parken Stadion
2. 28 maja 2004 – Helsinki, Finlandia – Helsingin Olympiastadion
3. 30 maja 2004 – Göteborg, Szwecja – Ullevi Stadion
4. 31 maja 2004 – Chorzów, Polska – Stadion Śląski
5. 2 czerwca 2004 – Glasgow, Anglia – Download Festival
6. 4 czerwca 2004 – Lizbona, Portugalia – Rock in Rio Festival
7. 6 czerwca 2004 – Donington Park, Anglia – Download Festival
8. 8 czerwca 2004 – Ludwigshafen am Rhein, Niemcy – Südweststadion
9. 10 czerwca 2004 – Gelsenkirchen, Niemcy – Arena AufSchalke
10. 11 czerwca 2004 – Wiener Neustadt, Austria – Aerodrome Festival
11. 13 czerwca 2004 – Monachium, Niemcy – Olympiastadion
12. 15 czerwca 2004 – Belgrad, Serbia i Czarnogóra – Stadion Partizana
13. 16 czerwca 2004 – Brema, Niemcy – Weserstadion
14. 18 czerwca 2004 – Zurych, Szwajcaria – Letzigrund
15. 19 czerwca 2004 – Saragossa, Hiszpania – Estadio de La Romareda
16. 21 czerwca 2004 – Amsterdam, Holandia – Amsterdam ArenA
17. 23 czerwca 2004 – Paryż, Francja – Parc des Princes
18. 25 czerwca 2004 – Dublin, Irlandia – RDS Arena
19. 29 czerwca 2004 – Padwa, Włochy – Stadio Euganeo
20. 1 lipca 2004 – Praga, Czechy – T-Mobile Arena
21. 2 lipca 2004 – Werchter, Belgia – Rock Werchter Festival
22. 4 lipca 2004 – Reykjavík, Islandia – Egilshöll

Ameryka Północna – część 3
1. 16 sierpnia 2004 – Saint Paul, Minnesota, Stany Zjednoczone – Xcel Energy Center
2. 17 sierpnia 2004 – Fargo, Dakota Północna, Stany Zjednoczone – Fargodome
3. 19 sierpnia 2004 – Indianapolis, Indiana, Stany Zjednoczone – Conseco Fieldhouse
4. 20 sierpnia 2004 – Milwaukee, Wisconsin, Stany Zjednoczone – Bradley Center
5. 22 sierpnia 2004 – Moline, Illinois, Stany Zjednoczone – The MARK of the Quad Cities
6. 24 sierpnia 2004 – Peoria, Illinois, Stany Zjednoczone – Peoria Civic Center
7. 25 sierpnia 2004 – Fort Wayne, Indiana, Stany Zjednoczone – Allen County War Memorial Coliseum
8. 27 sierpnia 2004 – Rosemont, Illinois, Stany Zjednoczone – Allstate Arena
9. 28 sierpnia 2004 – Rosemont, Illinois, Stany Zjednoczone – Allstate Arena
10. 30 sierpnia 2004 – Ames, Iowa, Stany Zjednoczone – Hilton Coliseum
11. 1 września 2004 – Park City, Kansas, Stany Zjednoczone – Britt Brown Arena
12. 3 września 2004 – Austin, Teksas, Stany Zjednoczone – Frank Erwin Center
13. 4 września 2004 – Lubbock, Teksas, Stany Zjednoczone – United Spirit Arena

Ameryka Północna – część 4
1. 21 września 2004 – Cleveland, Ohio, Stany Zjednoczone – Gund Arena
2. 22 września 2004 – Pittsburg, Pensylwania, Stany Zjednoczone – Mellon Arena
3. 24 września 2004 – Columbus, Ohio, Stany Zjednoczone – Jerome Schottenstein Center
4. 25 września 2004 – St. Louis, Missouri, Stany Zjednoczone – Savvis Center
5. 27 września 2004 – Green Bay, Wisconsin, Stany Zjednoczone – Resch Center
6. 1 października 2004 – Auburn Hills, Michigan, Stany Zjednoczone – The Palace of Auburn Hills
7. 3 października 2004 – Montreal, Quebec, Kanada – Centre Bell
8. 4 października 2004 – Montreal, Quebec, Kanada – Centre Bell
9. 6 października 2004 – Toronto, Ontario, Kanada – Air Canada Centre
10. 7 października 2004 – Ottawa, Ontario, Kanada – Corel Centre
11. 9 października 2004 – Albany, Nowy Jork, Stany Zjednoczone – Pepsi Arena
12. 10 października 2004 – Buffalo, Nowy Jork, Stany Zjednoczone – First Niagara Center HSBC Arena
13. 14 października 2004 – Quebec, Quebec, Kanada – Colisée Pepsi
14. 15 października 2004 – Quebec City, Quebec, Kanada – Colisée Pepsi
15. 17 października 2004 – Waszyngton, Kolumbia Stany Zjednoczone – MCI Center
16. 19 października 2004 – Filadelfia, Pensylwania, Stany Zjednoczone – Wachovia Center
17. 20 października 2004 – Filadelfia, Pensylwania, Stany Zjednoczone – Wachovia Center
18. 22 października 2004 – East Rutherford, New Jersey, Stany Zjednoczone – Continental Airlines Arena
19. 24 października 2004 – Boston, Massachusetts, Stany Zjednoczone – Fleet Center
20. 25 października 2004 – Boston, Massachusetts, Stany Zjednoczone – Fleet Center
21. 27 października 2004 – Hamilton, Ontario, Kanada – Copps Coliseum
22. 28 października 2004 – London, Ontario, Kanada – John Labatt Centre
23. 5 listopada 2004 – Tampa, Floryda, Stany Zjednoczone – St. Pete Times Forum
24. 6 listopada 2004 – Sunrise, Floryda, Stany Zjednoczone – Office Depot Center
25. 8 listopada 2004 – Jacksonville, Floryda, Stany Zjednoczone – Jacksonville Veterans Memorial Arena
26. 9 listopada 2004 – Pensacola, Floryda, Stany Zjednoczone – Pensacola Civic Center
27. 11 listopada 2004 – Nashville, Tennessee, Stany Zjednoczone – Gaylord Entertainment Center
28. 13 listopada 2004 – Duluth, Georgia, Stany Zjednoczone – Gwinnett Center
29. 14 listopada 2004 – Nowy Orlean, Luizjana, Stany Zjednoczone – New Orleans Arena
30. 16 listopada 2004 – Houston, Teksas, Stany Zjednoczone – Toyota Center
31. 17 listopada 2004 – Dallas, Teksas, Stany Zjednoczone – American Airlines Center
32. 20 listopada 2004 – San Antonio, Teksas, Stany Zjednoczone – SBC Center
33. 22 listopada 2004 – West Valley City, Utah, Stany Zjednoczone – E Center
34. 24 listopada 2004 – San Diego, Kalifornia, Stany Zjednoczone – San Diego Sports Arena
35. 27 listopada 2004 – Anaheim, Kalifornia, Stany Zjednoczone – Arrowhead Pond
36. 28 listopada 2004 – San José, Kalifornia, Stany Zjednoczone – HP Pavilion